# Хомяков, Пётр Михайлович
Пётр Миха́йлович Хомяко́в (17 апреля 1950, Москва — июнь 2014, Льгов, Курская область) — русский учёный и системный аналитик, неоязычник, автор многочисленных работ с критикой современной России. Осужден по обвинению в мошенничестве и организации экстремистского сообщества.
Предположительно, является автором оппозиционной политической программы «Национальное освобождение русского народа» (НОРНА).

## Биография
Окончил географический и механико-математический факультеты  МГУ. Трудовую деятельность начал младшим техником-геологом. Работал в геологоразведочных и инженерно-изыскательских экспедициях. Служил в рядах Советской армии.
В 1980 году защитил диссертацию на соискание учёной степени кандидата географических наук по теме «Исследование структуры и баланса потока наносов с целью краткосрочного прогнозирования рельефа береговой зоны бесприливных морей». В 1989 году защитил диссертацию на соискание учёной степени доктора технических наук по теме «Имитационное моделирование динамики экосистем регионального уровня для целей экологической экспертизы крупных народохозяйственных проектов».
С 1981 года работал в системе Академии наук СССР, Государственного комитета СССР по науке и технике и Госплана СССР, был сотрудником ВНИИ системных исследований АН СССР, затем ведущим научным сотрудником Института системного анализа РАН. Занимался проблемами информатизации государственного управления, природоресурсного обеспечения устойчивого функционирования отраслей народного хозяйства, регионального хозяйства, регионального управления.
Работал аналитиком и обозревателем РИА «Новости» и ИТАР-ТАСС. Автор более 80 публикаций в периодике («Литературная Россия», «Российская газета», «Независимая газета», «Парламентская газета», «Коммерсантъ», «День», «Завтра» «Юность», «Наука и промышленность России», «Химия и жизнь» и др.).

### Политическая деятельность
С конца 1991 года принимал участие в политической деятельности. Был экспертом Верховного Совета РСФСР. В 1992—1993 годах — член Думы Русского национального собора (РНС) Александра Стерлигова. В 1993 году избран членом Центрального совета Национально-республиканской партии России (НРПР) Николая Лысенко.
На выборах в Государственную думу в декабре 1993 года входил (под № 11) в общефедеральный список НРПР (список не собрал 100 тыс. подписей). После раскола в 1994 году НРПР на две одноимённые партии во главе с Николаем Лысенко и Юрием Беляевым поддержал Беляева. На конец 1994 года — член ЦС незарегистрированной НРПР(Б).
В 1997—1998 годах был политическим советником председателя Движения в поддержку армии (ДПА) генерала Льва Рохлина.
В 2002 году — заместитель председателя исполкома Конгресса русских общин (КРО) Дмитрия Рогозина.
В декабре 2004 года участвовал в довыборах в Московскую городскую думу по Измайловскому округу.
На октябрь 2005 года — заместитель председателя Центрального совета Партии свободы (председатель — Юрий Беляев). На состоявшемся в декабре 2005 года внеочередном заседании Центрального совета Партии свободы принято решение об официальной регистрации в Министерстве юстиции с целью участия партии в парламентских выборах 2007 года. Для подготовки Учредительного съезда Партии свободы был создан организационный комитет (Юрий Беляев, Денис Тананин, Пётр Хомяков и др.).
Входил в руководство организации «Северное братство», однако в начале 2009 года был изгнан из СБ за предательство. Впоследствии выступил одним из организаторов «Российского отделения международного национально-демократического движения».
4 марта 2009 года арестован ФСБ. 5 марта 2009 года освобожден под подписку о невыезде. 4 августа 2009 года появилась информация о похищении профессора Хомякова. Затем выяснилось, что он уехал на Украину, вынужденный искать политическое убежище, и 13 августа состоялась пресс-конференция, данная им информационному агентству «Укринформ».
Вместе с Дмитрием Корчинским и Юрием Беляевым является организатором прошедшего 2 октября 2009 года в Киеве по адресу ул. Банковая, д. 2 (помещение Союза писателей Украины) 1-го съезда русской радикальной оппозиции.
Арестован сотрудниками ФСБ в Ярославской области 27 сентября 2011 года. Ему инкриминировали ч. 1 ст. 282.1 (организация экстремистского сообщества) и ч. 4 ст. 159 (мошенничество, совершенное организованной группой либо в особо крупном размере) УК РФ. Хомякову грозило десять лет лишения свободы. Уголовное дело в отношение Петра Хомякова рассматривал Гагаринский районный суд Москвы. 15 октября 2012 года Гагаринский суд Москвы осудил Петра Хомякова за экстремизм и мошенничество и приговорил его к четырем годам колонии.
В июне 2014 года Хомяков скончался в колонии, по официальной версии — из-за сердечного приступа. Точная дата смерти неизвестна. Существует версия, что Хомяков был убит в связи с делом о хищении 8,8 млрд рублей, выделенных из бюджета на работы по проектированию Центральной кольцевой автодороги. По этому делу Хомяков проходил главным свидетелем.

## Сочинения
Автор 11 книг, в том числе «Национал-прогрессизм» (1995), «Национализм без социализма» (1995), «Отчёт русским богам ветерана Русского движения» (2006), «Россия против Руси» (2004).
Основное содержание книги «Россия против Руси» сводится к размышлению о судьбах России и её противопоставлении с Русью. При этом Русь воспринимается как аутентичное национальное государство русских, тогда как Россия — это многонациональная империя, образованная в результате «татарского ига». «Батыево нашествие» при этом рассматривается как элемент междоусобной (гражданской) войны между языческим лесным севером и христианским степным югом, решающую роль в котором сыграла православная церковь. Русь идеализируется как вечевая республика с развитой системой городского самоуправления (Гардарика). Россия победила Русь в XV веке во время Шелонской битвы. Россия же отождествляется с Ордой (московиты-ордынцы). В немалой степени Хомяков полемизирует с неоевразийской книгой Л. Н. Гумилёва «От Руси до России» (1992).